# Tekkalakota
Tekkalakota (o Tekkalakote, Takkalakote) è una suddivisione dell'India, classificata come town panchayat, di 23.578 abitanti, situata nel distretto di Bellary, nello stato federato del Karnataka. In base al numero di abitanti la città rientra nella classe III (da 20.000 a 49.999 persone).

## Geografia fisica
La città è situata a 15° 31' 60 N e 76° 52' 60 E e ha un'altitudine di 401 m s.l.m..

## Società

### Evoluzione demografica
Al censimento del 2001 la popolazione di Tekkalakota assommava a 23.578 persone, delle quali 11.731 maschi e 11.847 femmine. I bambini di età inferiore o uguale ai sei anni assommavano a 4.315, dei quali 2.166 maschi e 2.149 femmine. Infine, coloro che erano in grado di saper almeno leggere e scrivere erano 7.160, dei quali 4.833 maschi e 2.327 femmine.